# Bente Skari
Bente Marta Skari Martinsen, norveška smučarska tekačica, * 10. september, 1972, Oslo, Norveška.
Skarijeva je olimpijska prvakinja v smučarskem teku na 10 km v klasični tehniki na igrah leta 2002, osvojila je še po dve srebrni in bronasti olimpijski medalji v treh nastopih. Osvojila je tudi pet naslovov svetovne prvakinje, vse v klasični tehniki na različnih razdaljah v letih 1999, 2001 in 2003, ob tem je osvojila še dva naslova svetovne podprvakinje v štafeti. Svojo tekmovalno pot je zaključila leta 2003. 